# Rosszkor, rossz helyen
A Rosszkor, rossz helyen (eredeti cím: Wrong Place) 2022-es amerikai akciófilm, amelyet Mike Burns rendezett Bill Lawrence forgatókönyve alapján. A film producerei Randall Emmett és George Furla, főszereplői Ashley Greene és Bruce Willis.
A filmet 2022. július 15-én mutatták be a mozikban. 

## Cselekmény
Egy metamfetamin főző levadássza a város egykori rendőrfőnökét, hogy elhallgattassa, mielőtt szemtanúként tanúvallomást tehetne a családja ellen, de végül többel találja szemben magát, mint amire számított.

## Szereplők
| Szerep         | Színész       | Magyar hang        |
| -------------- | ------------- | ------------------ |
| Chloe Richards | Ashley Greene | Bogdányi Titanilla |
| Frank Richards | Bruce Willis  | Dörner György      |
| Jake Brown     | Michael Sirow | N/A                |
| East kapitány  | Texas Battle  | N/A                |
| Tammy          | Stacey Danger | Molnár Ilona       |
| Virgil Brown   | Massi Furlan  | N/A                |

## Bemutató
A Rosszkor, rossz helyen 2022. július 15-én jelent meg.

## Fordítás
- Ez a szócikk részben vagy egészben  a   Wrong Place című angol Wikipédia-szócikk fordításán alapul.  Az eredeti cikk szerkesztőit annak laptörténete sorolja fel. Ez a jelzés csupán a megfogalmazás eredetét és a szerzői jogokat jelzi, nem szolgál a cikkben szereplő információk forrásmegjelöléseként.